# Nomen vanum

nomen vanum est un concept de nomenclature biologique qui désigne un nom scientifique qui ne correspond pas à une espèce ou un taxon réellement existant. Il s’agit d’un nom qui est considéré comme vide ou vide de sens, car il n’a pas été associé à une description adéquate ou à un spécimen type.

## Description
Dans le Code international de nomenclature zoologique (ICZN), un nomen vanum est défini comme un nom qui a été publié sans une description ou une illustration adéquate, ce qui rend impossible sa mise en œuvre pour identifier un spécimen ou une espèce. Il est considéré comme invalide et ne peut pas être utilisé comme nom scientifique.
En botanique, le concept de nomen vanum est similaire, mais il est souvent remplacé par le terme nomen dubium, qui signifie un nom douteux ou incertain.
Les raisons pour lesquelles un nom peut être considéré comme nomen vanum sont variées, notamment :
- publication sans description ou illustration adéquate ;
- nom basé sur un spécimen indéterminé ou non disponible ;
- nom créé à partir d’une erreur ou d’une confusion ;
- nom qui ne correspond pas à une espèce ou un taxon réellement existant.

Les noms scientifiques associés à la mention nomen vanum sont considérés comme invalides et ne peuvent pas être utilisés pour identifier des spécimens ou des espèces.